# Olivia Holt

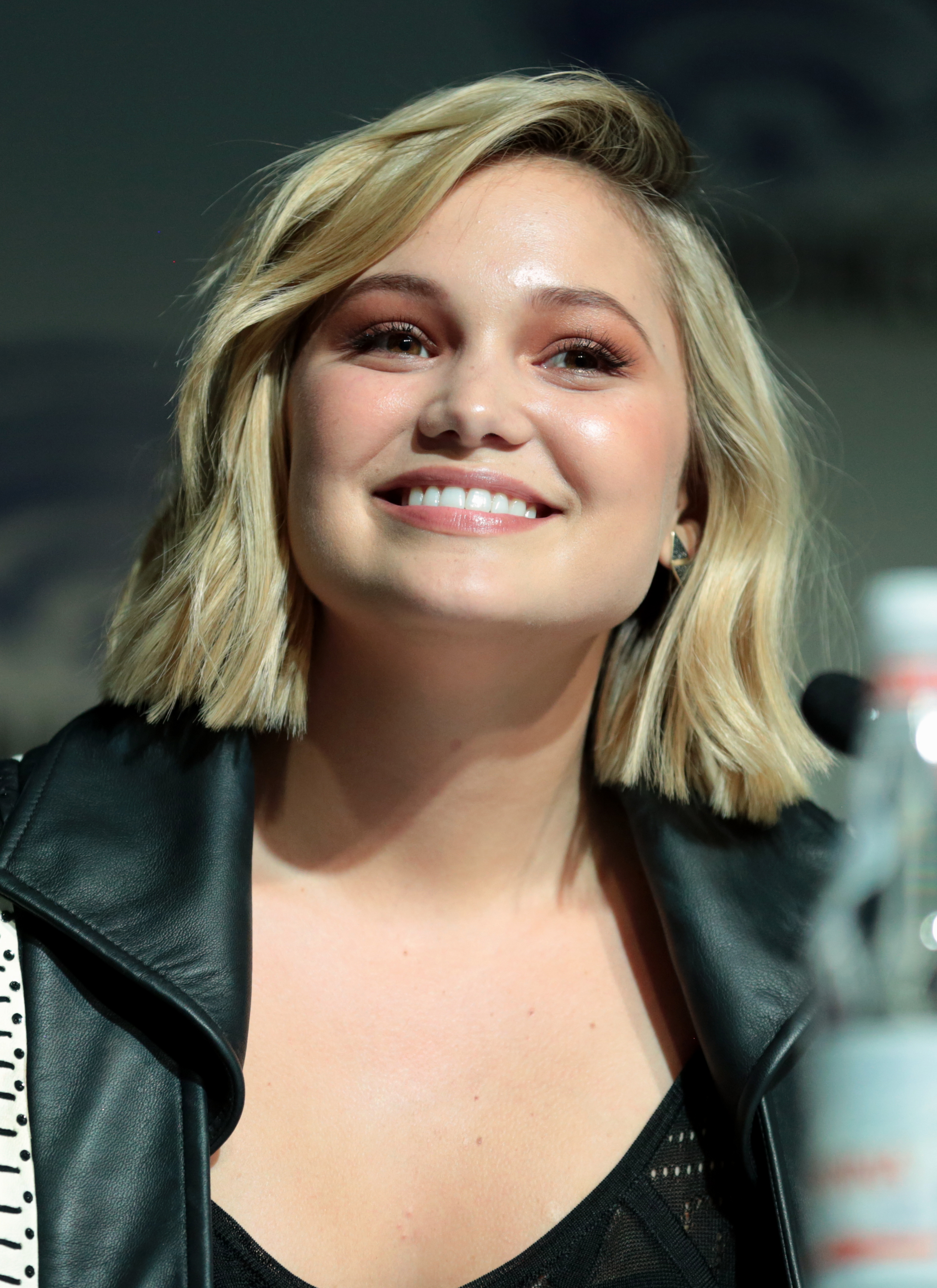
Olivia Holt (2018)

Olivia Hastings Holt (ur. 5 sierpnia 1997 w Germantown) – amerykańska aktorka i piosenkarka. Grała m.in. w serialach Z kopyta i To nie ja.

## Życiorys
Olivia Holt urodziła się w Germantown w stanie Tennessee, jej rodzicami są Mark i Kim Holt. Ma starszą siostrę Morgan Toll i młodszego brata Cade'a. W wieku 3 lat rodzina przeprowadziła się do Nesbit w stanie Missisipi. Wystąpiła w kilku reklamach telewizyjnych, m.in. Hasbro, Mattel i lalki Bratz. Obecnie mieszka w Los Angeles wraz z rodziną. Opiekuje się dwoma yorkami – pieskiem o imieniu Diesel i suczką Sout.

## Kariera
Holt rozpoczęła karierę aktorską, gdy zaczęła występować w produkcjach teatralnych. Pojawiła się w kilku reklamach telewizyjnych, w tym, Kidz Bop Hasbro, Mattel, 14 lalek Bratz, Littlest Pet Shop, i produktów Dziewczyna Gourmet.
Od 2011 Holt grała w serialu stacji Disney XD Z kopyta gdzie wcielała się w rolę Kim Crawford. Kiedy serial rozpoczął produkcję 4 sezonu, zrezygnowała z roli, na rzecz innego serialu – To nie ja, gdzie gra główną rolę. Wystąpiła w filmie Disneya Dziewczyna kontra potwór, wcielając się w rolę głównej bohaterki – Skyler. Zagrała również rolę gościnną w serialu Taniec rządzi jako młoda Georgia Jones.
Nagrała trzy piosenki do filmu, który ukaże się jako część Make Your Mark. Ma także swoją wersję „Winter Wonderland” i własny oryginalny utwór, „Snowflakes”. Do albumu Disney Channel Holiday Playlist w 2012 i 2013 nagrała jedną piosenkę do albumu Shake It Up: „I Love Dance”. W 2014 nagrała piosenkę zatytułowaną „Carry On” do filmu Disneynature Bears.

## Muzyka
- „Make Your Mark” (Disney Channel) || „Fearless”, „Had Me @ Hello”, „Nothing's Gonna Stop Me Now”
- „Disney Holiday Unwrapped” (Disney Channel) || „Winter Wonderland”, „Snowflakes”
- „Didn't Do It” (Disney Channel) || „Time of Our Lives”
- „Phoenix”
- „History”
- „Carry On”
- „Generous”

## Filmografia

### Filmy
- 2009: Black & Blue jako Claire
- 2012: Dziewczyna kontra potwór jako Skylar Lewis
- 2016: Class Rank jako Class Rank
- 2016: The Standoff jako Amy Roberts
- 2017: Same Kind of Different as Me jako Regan Hall
- 2018: Status Update jako Dani McKenzie
- 2019: Urwis jako Bella (głos)

### Seriale
- 2011-2015: Z kopyta jako Kim (w głównej obsadzie sezonów 1-3)
- 2013: Taniec rządzi jako młoda Georgia (1 odcinek)
- 2014-2015: To nie ja jako Lindy Watson
- 2015: Blog na cztery łapy jako Wacky Jackie
- 2016: Evermoor jako Valentina
- 2018-2019: Cloak & Dagger jako Tandy Bowen / Dagger
- 2019: Runaways jako Tandy Bowen / Dagger (2 odc.)
- 2021: Cruel Summer jako Kate Wallis